# Јак-25
Јаковљев Јак-25 (рус. Як-25, НАТО назив енгл. Flashlight-A/Mandrake) је био рани совјетски млазни пресретач стреластог крила, конструисан у бироу Јаковљева 1952. Настао је као потреба Совјетског Савеза да заштити северне и источне територије од шпијунских летова НАТО-а. Био је опремљен раним совјетским радарима типа „Сокол“ и остао у употреби до 1967.